# Pointe de Miribel
Pour les articles homonymes, voir Miribel.
La pointe de Miribel est un sommet de Haute-Savoie situé dans le massif du Chablais.

## Toponymie
Le toponyme Miribel est construit à partir du mot de l'ancien français mirer, qui signifie « regarder », qui donne en franco-provençal mirar, « viser » .
Une seconde hypothèse est émise. Les noms des montagnes font partie des plus anciennes couches de toponymes. La plupart du temps, ils ont donc une origine celte ou indo-européenne. Beaucoup d'oronymes celtes ont un sens religieux. Si le toponyme Miribel est un mot de langue celte, il semble être composé sur la base de la racine belo « fort, puissant » et du préfixe intensif maros « grand, très ». Miribel signifierait donc quelque chose comme « la très puissante ». Dans les religions on utilise souvent ce genre d'expression pour désigner un dieu (« le très grand, le très haut, le tout puissant »).

## Situation
La pointe de Miribel culmine sur la commune de Villard et ses versants appartiennent également à Habère-Lullin et Mégevette. Elle est un des sommets qui bordent la vallée Verte.

## Culte

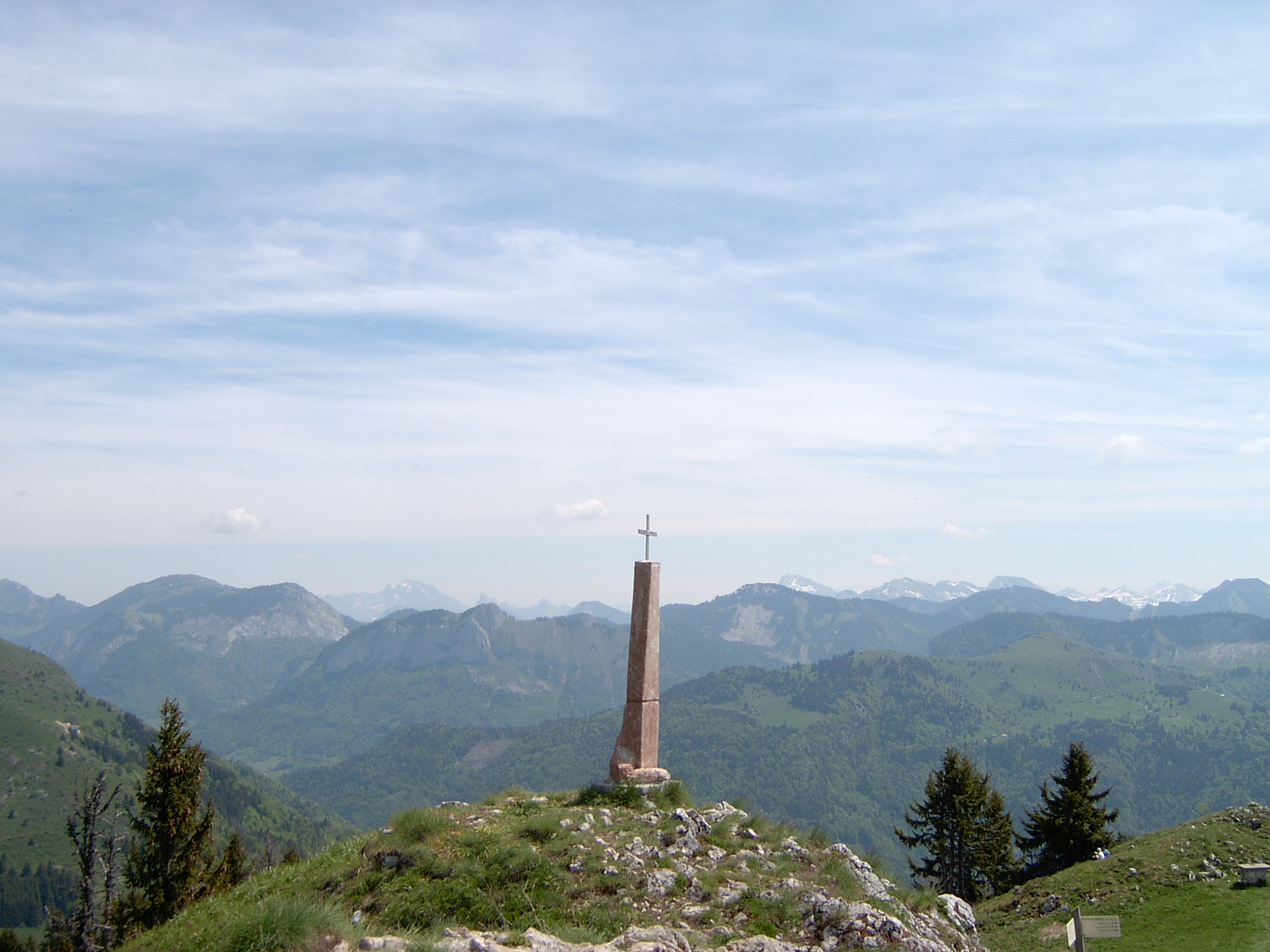
Arrivée du chemin de croix au sommet de la pointe de Miribel.

Une statue de la Vierge orne le sommet et le sentier suit un chemin de croix depuis le plateau d'Ajonc. Un pèlerinage a lieu tous les dimanches qui suivent le 15 août, avec une messe dite sur l'autel en contrebas de la pointe sommitale.